# Crémieu
 Crémieu  (en francoprovenzal Crèmiœ)es una población y comuna francesa, en la región de Ródano-Alpes, departamento de Isère, en el distrito de La Tour-du-Pin y cantón de Crémieu.

## Demografía
| 2416 | 2393 | 2450 | 2409 | 2855 | 3169 |
| Para los censos de 1962 a 1999 la población legal corresponde a la población sin duplicidades (Fuente: INSEE [Consultar]) |      |      |      |      |      |